# Agrilus neoprosopidus
Agrilus neoprosopidus es una especie de insecto del género Agrilus, familia Buprestidae, orden Coleoptera.
Fue descrita científicamente por Knull, en 1938.